# کافه موکا
کافی موکا (به ایتالیایی: Caffè mocha) و یا موکاچینو (به ایتالیایی: Mocaccino) نوع شکلاتی کافه لاته است. مانند یک کافه لاته بر اساس اسپرسو و شیر داغ تهیه می‌شود اما به آن شکلات شیرین غالباً به شکل پودر کاکائو اضافه می‌شود. موکا را همچنین می‌توان با شکلات تلخ یا شیرشکلاتی تهیه نمود. در برخی کشورها و گویش‌ها کافه موکا را با نام موکاچینو می‌شناسند. در واقع به بیان دیگر موکا یکی از نوشیدنی‌های محبوب خانواده قهوه است.
منظور از کافه موکا می‌تواند شکلات داغ که به آن مقداری قهوه اسپرسو اضافه شده است باشد. مانند کاپوچینو یک قهوه موکا می‌تواند شامل یک لایه شیر یا خامه به جای شکلات داغ در بالایش باشد. همچنین می‌توان برای خوشمزه تر کردن نوشیدنی اندکی پودر کاکائو یا مارشملو به سطح آن اضافه کرد.
نوع سفید قهوه موکا مانند نوع اصلی تهیه می‌شود فقط به جای شکلات معمولی از شکلات سفید استفاده می‌شود.

## تاریخچه
از گذشته این دانه‌های گرمسیری خبر دقیقی در دست نیست. با این حال بررسی‌های باستان‌شناسان گواه آن است که کشورهای اتیوپی و یمن در معرفی آن به جهانیان نقش بزرگی داشته‌اند. ریشه این کلمه به بندر المکا «al- Makha» یمن می‌رسد که در امتداد دریای سرخ قرار داشت. این بندر در قرن ۱۵ تا ۱۸، از بزرگ‌ترین بازارهای قهوه جهان به حساب می‌آمد. در این مدت قهوه عربیکا در ارتفاعات کوهستانی یمن کشت می‌شد و با نام قهوه موکا به بازارهای جهانی عرضه می‌شد. آن زمان قهوه‌های بسیاری در یمن کشت می‌شد که باعث سردرگمی افراد شده بود، پس بازاریان به فکر چاره افتادند و به دلیل وجود بندر المکا، دانه‌های قهوه ای را موکا نامیدند. قهوه‌دوستان آن دوران، طعم آن را خاکی یا شکلاتی می‌دانستند. داستان این دانه کمیاب به این‌جا ختم نمی‌شود؛ با راه یافتن آن به بازارهای ایتالیایی، این نوشیدنی بسیار محبوب شد. باورهای باستان‌شناسان آن است که اولین بار اسپرسو و شکلات در قهوه‌خانه‌های قرن شانزدهم این کشور سرو‌کله‌شان پیدا شد. نوشیدنی اسپرسو و شکلات معروف به «باواریسا» به صورت مرتب در شهرهای تورین و ونیز سرو می‌شد. این نوشیدنی در ابتدا با نام «بیچرین» یا «باواریسا» در ایتالیا شناخته می‌شد، اما به صورت رسمی از آن در کتاب آشپزی «بتی کراکر» به عنوان کافه‌موکا یاد شده است.

## نگارخانه

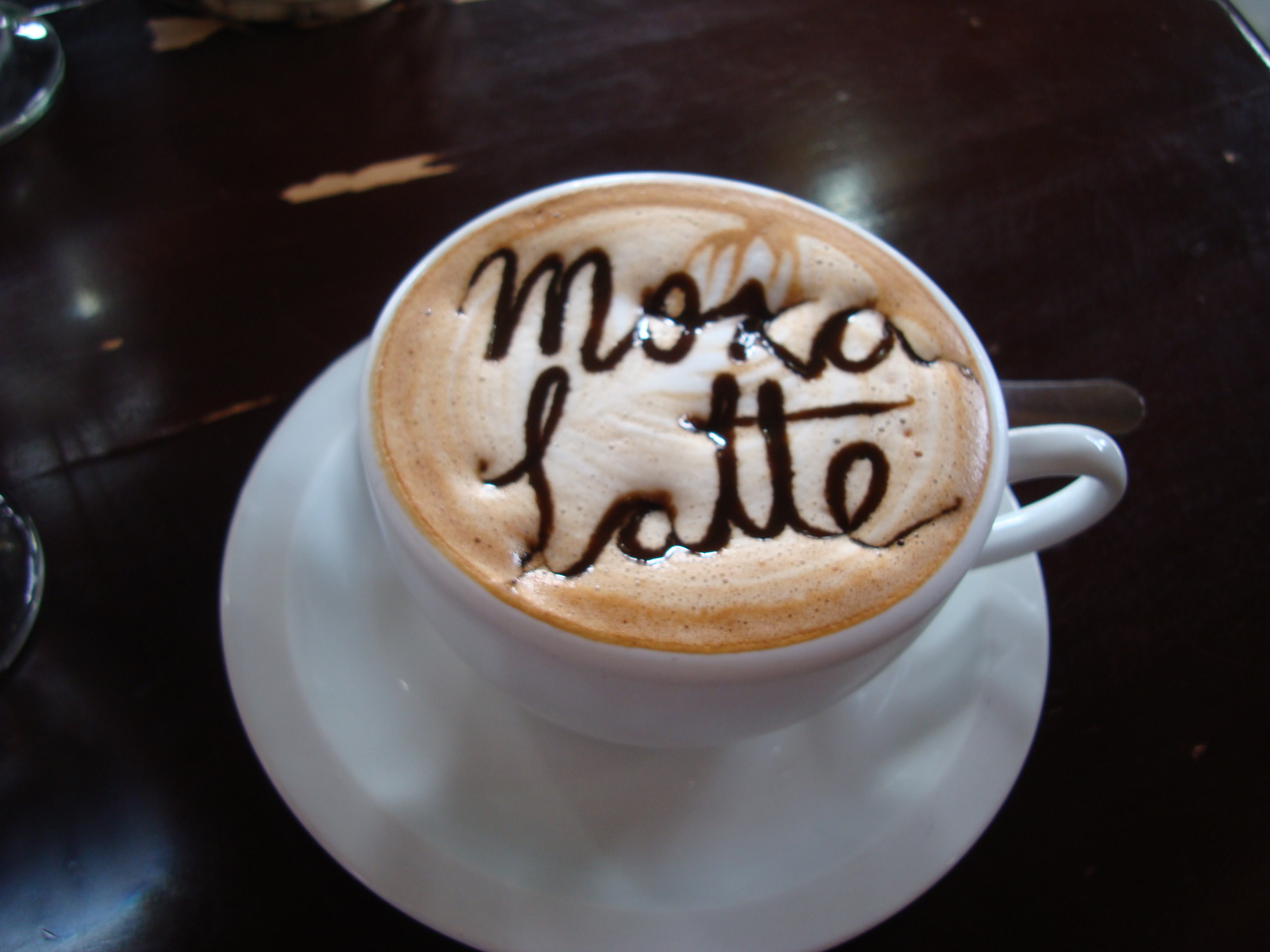
یک موکا لاته در کاستاریکا